# Montreux Volley Masters
Montreux Volley Masters é um torneio internacional de voleibol feminino que abre a temporada de seleções, sendo realizado anualmente em Montreux, Suíça. O principal objetivo desta competição é ser uma preparação das seleções para as competições mais importantes, como o Grand Prix, o Campeonato Mundial, a Copa do Mundo e os Jogos Olímpicos. Muitas seleções levam meninas jovens, com o objetivo de dar experiência, bagagem internacional e poupar as titulares, que vem de competições seguidas. Muitas vezes, os times são compostos por seleções juvenis.

## Histórico
O torneio foi disputado pela primeira vez em 1984. A Federação Internacional de Voleibol (FIVB) reconheceu a competição em 1988. Desde 1998 é conhecido pelo nome atual, tendo sido chamado de Coupe des Nations entre 1988 e 1989 e de BCV Cup entre 1990 e 1996. Não foi disputado em 1997 e em 2012, desta última vez devido à preparação das equipes europeias para os  torneios qualificatórios para os Jogos Olímpicos. O torneio volta em 2013, com o Brasil sendo campeão.

## Formato da competição
A competição possui número de participantes variável a cada ano, sendo que na maioria das vezes contou com seis ou oito equipes. Em algumas edições o sistema de disputa foi o de pontos corridos; em outras, as equipes foram divididas em dois grupos e depois de uma primeira fase na qual se enfrentam entre si em turno único dentro de seus grupos ocorreu a fase semifinal (em cruzamento olímpico), a disputa pelo terceiro lugar (envolvendo as equipes derrotadas na semifinal) e a final.

## Medalhas
| Ordem | País                 | Medalha de ouro | Medalha de prata | Medalha de bronze | Total |
| ----- | -------------------- | --------------- | ---------------- | ----------------- | ----- |
| 1     | Cuba                 | 9               | 4                | 3                 | 16    |
| 2     | Brasil               | 7               | 2                | 1                 | 10    |
| 3     | China                | 6               | 9                | 5                 | 20    |
| 4     | Rússia               | 2               | 5                | 3                 | 10    |
| 5     | Itália               | 2               | 3                | 4                 | 9     |
| 6     | Japão                | 1               | 2                | 2                 | 5     |
| 7     | Suíça                | 1               | 1                | 2                 | 4     |
| 8     | Alemanha             | 1               | 1                | 0                 | 2     |
| 8     | Polônia              | 1               | 1                | 0                 | 2     |
| 10    | Países Baixos        | 1               | 0                | 2                 | 3     |
| 10    | Turquia              | 1               | 0                | 2                 | 3     |
| 12    | França               | 1               | 0                | 1                 | 2     |
| 13    | Chéquia              | 1               | 0                | 0                 | 1     |
| 14    | Estados Unidos       | 0               | 4                | 2                 | 6     |
| 15    | Sérvia               | 0               | 1                | 1                 | 2     |
| 16    | Tailândia            | 0               | 1                | 0                 | 1     |
| 17    | Coreia do Sul        | 0               | 0                | 3                 | 3     |
| 18    | Croácia              | 0               | 0                | 1                 | 1     |
| 18    | Grécia               | 0               | 0                | 1                 | 1     |
| 18    | República Dominicana | 0               | 0                | 1                 | 1     |
| Total | Total                | 34              | 34               | 34                | 102   |